# Снегирёв, Вениамин Алексеевич
 Вениами́н Алексе́евич Снегирёв (12 (24) октября 1841 — 16 (28) февраля 1889) — русский философ-идеалист, логик и психолог, профессор Казанской духовной академии и Казанского университета. Родной дядя богослова, профессора Киевской духовной академии Виктора Иоасафовича Фаминского.

## Биография
Родился в семье священника села Тимонькино в Нижегородской губернии.
После окончания курса Нижегородской духовной семинарии поступил в Казанскую духовную академию, курс которой окончил в 1868 году и был назначен преподавателем логики и психологии в академии; 30 июня 1870 года получил степень магистра за сочинение «Учение о лице Господа Иисуса Христа в трёх первых веках христианства» (Приложение к «Православному Собеседнику» 1870 г. — ІІІ и 1871 г. — І; отдельное издание: Казань, 1871) и 15 августа того же года получил звание доцента.
Избран 14 июня 1872 года и утверждён 14 августа экстраординарным профессором. С 1877 по 1886 год преподавал логику и психологию в Казанском университете. Временно преподавал в академии и метафизику в весеннем семестре 1884 и с 15 ноября 1886 до конца 1887—1888 учебного года. Кроме чтения лекций, на Снегирёве лежали и другие обязанности: так, например, в 1874—1882 годах он был членом совета от отделения, с 1877 по 1881 год — членом Казанского комитета духовной цензуры.
Умер 16 (28) февраля 1889 года.

## Воззрения
Довольно широкие познания Снегирёва, полная ясность изложения даже трудных мест лекций и стройность построения заинтересовывали его слушателей. Интерес к лекциям Снегирёва усиливало и то обстоятельство, что слушатели очень скоро убеждались, что им семинария почти никакой подготовки не дала. На первой же лекции Снегирёв заявил, что психология должна быть своего рода естественной наукой. «Психология должна всесторонне описать, классифицировать и объяснить все душевные явления». Лекции Снегирёва по психологии пользовались бо́льшим успехом у слушателей, чем по логике, в значительной мере потому, что первые лекции были гораздо более обработаны, более оригинальны и доступны, а в лекциях по логике он пользовался сравнительным методом, подробно знакомя своих учеников со специальной литературой и давая иногда сырой материал. Логику он определял, как науку об условиях, законах и методах познания истины, придавал большее значение гносеологии, чем формальной части, и в своём курсе придерживался Дж. Ст. Милля.
Процесс мышления рассматривается Снегирёвым как отражение человеком объективного мира. «Когда, действительно, отражение — познание предмета вполне, во всех подробностях, воспроизводит объективное бытие, похожее на него, согласное с ним, познание становится истинным, является как истинное, действительное познание и становится знанием: в противном случае, то есть когда отражение — познание не сходно вовсе или не вполне сходно с объективным бытием, оно есть ложное, кажущееся познание, заблуждение, ошибка — незнание в различных степенях». Исходя из этого Снегирёв даёт правильное определение истины как согласие мысленного с действительностью. Снегирёв критикует учение о прирождённости понятий, о существовании их прежде всякого опыта в душе человека.
Природа суждения, по Снегирёву, состоит в сознании отношений между предметами и явлениями, фактами опыта. В теории суждений он придерживался принципов логики отношений. Суждение, писал он, образуется из двух идей к которым присоединяется третья идея — идея того или другого отношения, которая связывает так или иначе два члена отношения. Причём эта третья идея означает тоже какой-нибудь реальный или вооброжаемый факт.
В изложении законов логического мышления Снегирёв придерживается традиционной формальной логики, отступая только в одном — закон исключённого третьего он рассматривает не как самостоятельный закон, а как всего лишь частный случай закона противоречия. Он вводит четвёртый принцип, согласно которому «всякая мыслительная форма, всякая мысль действительна, когда она вполне ясна и раздельна; неясная и нераздельная мысль не есть в собственном смысле мысль».
От философии он требовал общедоступности изложения и этого думал достигнуть при взгляде на психологию, как на центральную философскую науку, на которой основывается всякое философское знание. Цельного же построения философии с этой точки зрения он не сделал, а умел коснуться только метафизической теории духа.
В философском развитии Снегирёва можно различать два периода: богословско-философский и метафизический. Его книга «Спиритизм, как религиозно-философская доктрина» (1871) появилась в такое время, когда этот вопрос был очень модным, привлекал всеобщее внимание и вызывал большую полемику. Причину этого сильного возбуждения он видел в обострившейся борьбе спиритуализма и материализма. Материализм, думал Снегирёв, противонаучен, никогда невозможен в строгой науке. В спиритизме многие искали опытного доказательства дорогих для них убеждений. Спиритизм тесно связан с мистицизмом, который Снегирёв, при широком определении, считает первоначальным, основным, непоколебимым и неуничтожимым направлением познающего духа человеческого. Человек всегда и на всех ступенях своего развития — мистик в глубине души, говорит Снегирёв, мистик по самой природе своей. Своей жизнью и убеждениями он подтверждал это. Рядом с этим направлением, говорит дальше Снегирёв, существует непрочное и временное направление — рационалистическое, которое растет соответственно с ростом эмпирических знаний и создаёт человеку иллюзию, что для его разума нет ничего тайного в мире, что то, что он не понимает и не воспринимает своими чувствами, не существует вовсе. Между тем и другим направлением неизбежно возникает борьба, и оба они обращаются в нелепость: мистицизм — в грубое суеверие, а рационализм — в скептицизм. Церковь, по мнению Снегирёва, и должна примирить оба направления: мистицизму, вере она должна указать на Откровение, которое только и может вполне удовлетворить природное, естественное стремление человека к бесконечному и вечному, а рационализму, разуму — эмпирическую науку, которая решает только те вопросы, в которых она компетентна. Цельное и разумное миросозерцание должно органически соединять оба направления в их чистом виде, «должно быть единством положительного знания и веры, единством эмпирической науки и откровенной религии».
Лучший образец такой гармонии веры и знания Снегирёв видел у отцов и учителей древней христианской церкви. Теперь он вере придаёт больше значения, чем знанию, но впоследствии говорит, что возможность полного постижения истины только затруднена, а не отнята от человеческого ума. С установлением этого взгляда он принимается переделывать свою систему. Он увлёкся немецкими философами, но очень скоро резко разошёлся с Шеллингом, Гегелем и Кантом; «Критику чистого разума» считал непролазным болотом для немецкой философии, из которого не мог выбраться даже Шопенгауэр, и осудил всю априорную метафизику. С другой стороны, он тем более не соглашался с французским позитивизмом, который в значительной степени противоречил его взгляду на психологию. Эти поиски, начавшись с отрицания, привели его к взгляду на конечную цель философии, как на объединение и завершение научных знаний, что дало бы возможность выработать такое миросозерцание, которое определяло бы последние принципы бытия и объясняло бы всю вселенную. Но скоро он опять вернулся к той метафизике, с которой начал.

## Трактовка творчества В. А. Снегирёва его современниками и учёными XXI века
Современник Снегирёва М. Вержболович выразил своё мнение об учёном после смерти казанского профессора. Он отмечал, что на В. А. Снегирёва было оказано сильное влияние со стороны традиции английской психологии. М. Вержболович называл подход Снегирева «психологическим индивидуализмом», который вряд ли можно понять без тесной связи души с телом, что и составляет эту целостность, цельность личности, которая обеспечивается самосознанием.
Преемник В. А. Снегирёва по работе в Казанской духовной академии казанский преподаватель В. Н. Ивановский написал рецензию на посмертно изданную книгу Снегирёва «Психология». По мнению рецензента, автор «Психологии» является сторонником английской психологии и делает важные дополнения и поправки к теориям английских психологов. Говоря о метафизических взглядах, В. Н. Ивановский называл Снегирёва дуалистом. Описывая разделы книги, отмечая сходства и отличия концепций Снегирёва с другими авторами, рецензент считал учение о воле недостаточно разработанным: «многих частей не нашлось в записках автора; изложены лишь довольно кратко отношение движений к воле и их виды…».
Современные историки философии и психологии уже совсем по-иному оценивают творчество Снегирёва. И. В. Цвык в энциклопедии «Русская философия» рассматривает его как сторонника т. н. психологического идеализма, «…именно с его творческой и преподавательской деятельности берет свое начала тенденция христианского антропологизма в Казанской духовной академии, продолженная впоследствии его учеником Несмеловым».
И. П. Печеранский различает в личности В. А. Снегирёва две стороны: мыслителя-метафизика и психолога-эмпирика. С одной стороны, Снегирёв защищает спиритуалистическую точку зрения, а с другой, пытается раскрыть суть понимания психологии как естественной науки, признающего на деле специальную логику психологической науки, которая опирается только на непосредственные факты эмпирического сознания. И. П. Печеранский пишет: «…несмотря на метафизическое положение, что душа есть трансцендентная основа индивидуального бытия человека, он считал, что познать мы её можем только в эмпирическом феномене человеческой личности. Вот именно эта человеческая личность, в связи с понятием сознания и самосознания, была центральным пунктом его психологической концепции».
Ю. А. Стоянов, анализируя логические (гносеологические) взгляды казанского профессора, усматривает влияние на него со стороны «Московской духовной академии, так как многие московские профессора преподавали в Казани». Это, прежде всего, такие мыслители как В. Н. Карпов, П. С. Авсенев. Что касается этических воззрений, Ю. А. Стоянов относит В. А. Снегирёва к представителям метафизического психологизма, в ряды которых входил известный русский и украинский философ и педагог П. Д. Юркевич. Стоянов пишет: «Снегирев на философско-психологическом уровне показывает становление индивидуальности, то есть метод формирования личности путем развития самосознания. Важно то, что в основе мышления лежит самосознание, которое осуществляет согласие мыслимого и действительного, и которое рассматривает также и сверхчувственные начала в человеке, то есть в самосознании соприкасаются разум и вера».
Н. К. Гаврюшин романтически характеризует Вениамина Алексеевича: «Похоже, что Снегирев своими путями шел по той же тропе, по которой позднее, но существенно дальше пройдет Анри Бергсон, а именно, к конституированию некоего единого жизненного начала (élan vital) и строгому, „научному“ анализу „непосредственных данных сознания“… Снегирев умер в тот самый год, когда в печати появилась первая работа Бергсона…». И далее: «Можно сказать, что Снегирев на самом деле ставил перед собой собственно философские задачи, но отталкиваясь от „профессиональной“, исторической философии и ориентируясь преимущественно на „строгую“ естественную науку… Он, наверно, и мечтал о философии как „строгой науке“, но не „вместе с Гегелем“ (о котором отзывался „резко“), и не „упреждая Гуссерля“ — а сам по себе, как автохтонный субъект русской мысли…». Близкими по воззрениям к Снегирёву, Н. К. Гаврюшин видит архиепископа Никанора (Бровковича) и Филиппа Пустынника с его книгой «Диоптра».
Как видно из различных трактовок творчества В. А. Снегирёва, присутствует разнообразное многоголосие, отсутствует единое мнение относительно его психологических и философских взглядов. Однако несомненно можно сказать, что интерес к его личности в последние годы возрастает.

## Сочинения
- Спиритизм, как философско-религиозная доктрина // Православный собеседник. — 1871., т. I, 12, 279; III, 9, 142 и 282.
- Вера в сны и снотолкование (Казань, 1874)
- Психология и логика, как философские науки // Православный собеседник. — 1876. т. II. — С. 427—451.
- Науки о человеке // Православный собеседник. — 1876 г., т. III, 62—89.
- Сон и сновидения // Православный собеседник. — 1875. — т. III, С. 208, С. 441. — 1876. — т. II, С. 57, С. 136, т. III, С. 321.
- Физиологическое учение о сне и сновидениях // Православный собеседник. — 1882 г., т. II, 36, 117 и 1884 г., т. І, 266.

Два последние исследования дополнены и соединены в одно под заглавием: «Учение о сне и сновидениях. Историко-критический очерк» (Казань, 1886) и удостоено советом академии премии митрополита Макария.
- Психологические сочинения Аристотеля (вып. I, Каз. 1885 г. и раньше в «Учен. Зап. Казанск. унивс.» περί ψυχηςεσоδια).
- Метафизика и философия («Вера и Разум». — 1890 г. и отд. Харьков 1890 г., — издано по смерти автора).
- О природе человеческого знания и отношении его к бытию объективному («Вера и Разум». — 1891).
- Самосознание и личность («Вера и Разум». — 1891).
- Субстанциальность человеческой души («Вера и Разум». — 1891).
- Нравственное чувство (опыт психологического анализа) («Вера и Разум»).
- Сердце и его жизнь («Вера и Разум». — 1892 г. № 7—8, 12—14. Все это и отд.).
- Психология (Харьков, 1893.)

Кроме того, Снегирёвым напечатаны критические разборы чужих трудов:
- «Ересь антитринитариев III века», соч. Гусева («Протоколы академии». — 1870 г., 127—31);
- «Космологическое доказательство бытия Божия», соч. Попова («Протоколы академии». — 1871 г., 96—99);
- «Православное христианство в Китае», соч. Панова («Протоколы академии». — 1871 г., 371—2);
- «Древнее языческое учение о странствованиях и переселениях душ и следы его в первые века христианства», соч. Милославского («Протоколы академии». — 1874 г., 13—19).

В 1891 году в отдел рукописей библиотеки академии поступило два тома лекций Снегирёва, составленных студентами и проверенных доцентом академиком А. Н. Потехиным.
Современное издание
- Субстанциальность человеческой души; Самосознание и личность / проф. В. А. Снегирев. — Санкт-Петербург: О-во памяти игумении Таисии, 2015. — 79 с. — (Отечественные мыслители). — ISBN 978-5-91041-172-6.